# Отто Франц Австрійський
Отто Франц Австрійський (нім. Otto Franz von Österreich, повне ім'я Отто Франц Йозеф Карл Людвіг Марія, нім. Otto Franz Josef Karl Ludwig Maria von Österreich; 21 квітня 1865 — 1 листопада 1906) — австрійський ерцгерцог з династії Габсбургів, син ерцгерцога Карла Людвіга Австрійського та сицилійської принцеси Марії Аннунціати, батько останнього імператора Австро-Угорщини Карла I. Мав прізвисько «Гарний ерцгерцог» («Der schöne Erzherzog»).

## Біографія
Отто Франц народився 21 квітня 1865 року у Граці. Він був другим сином в родині австрійського ерцгерцога Карла Людвіга та його другої дружини Марії Аннунціати. Мав старшого брата Франца Фердинанда, молодшого — Фердинанда Карла та сестру Маргариту Софію. Мати померла, коли йому було шість, і батько одружився втретє.
Хлопцем мав відкритий і довірливий характер і, не зважаючи на відсутність прагнень до знань, подобався вчителям більше за старшого брата. Батько теж віддавав йому перевагу. Це призвело до певної напруженості у стосунках із Францем Фердинандом.
Отто був красивим юнаком, за що і отримав прізвисько. Багато часу приділяв зовнішності та одягу. Вів розгульне життя та прославився як відомий бабій.
Для підтримання дружніх зв'язків із саксонськими сусідами, був організований його шлюб із Марією Йозефою Веттін, оскільки її старша сестра Матильда вже відмовила Францу Фердинанду. Весілля відбулося 2 жовтня 1886 року. У подружжя народилися двоє синів. Шлюб не був щасливим, Отто продовжував заводити численних коханок. Одна з них, Марія Тереза Шлайнцер, народила від нього двох дітей, які носили прізвище Гортенау/
У 1896 році, після смерті батька від тифу, він став другим, після свого брата у лінії успадкування престолу. У зв'язку з цим Франц Йосиф I, дозволив Францу Фердинанду зберегти права на трон навіть після морганатичного союзу з Софією Хотек, не бажаючи оголошувати спадкоємцем таку скандальну персону, як Отто.
1900 року ерцгерцог захворів на сифіліс. Останні два роки життя майже не з'являвся на публіці. Певний час провів у Єгипті, де хвороба відступила, та, після повернення на батькіщину, знову загострилася. Останні місяці життя провів на віллі у Верінгу, де за ним віддано доглядала, під іменем сестри Марти, його остання коханка, оперна співачка Луїза Робінсон. 1 листопада 1906 він помер у себе вдома у присутності Луїзи, своєї мачухи Марії Терезії та віденського єпископа Готфріда Маршала. Похований в імператорському склепі Капуцинеркірхе у Відні.

## Родина
Дружина
Діти:
- Карл Франц (1887—1922) — останній імператор Австро-Угорщини, король Чехії, Галичини та Володимерії, був одружений із Зітою Бурбон-Пармською, мав восьмеро дітей;
- Максиміліан Євгеній (1895—1952) — ерцгерцог Австрійський, був одружений із Францискою Гогенлое-Вальденбург-Шиллінгсфюрст, мав двох синів.

Коханка (?)
Діти:
- Альфред Йозеф (1892—1956) — був двічі одружений, мав доньку.
- Гільдеґард (1894—?) — була одружена із Міхалом Кучором.